# Diospyros siderophylla
Diospyros siderophylla là một loài thực vật có hoa trong họ Thị. Loài này được H.L.Li mô tả khoa học đầu tiên năm 1943.